# Деорбітація

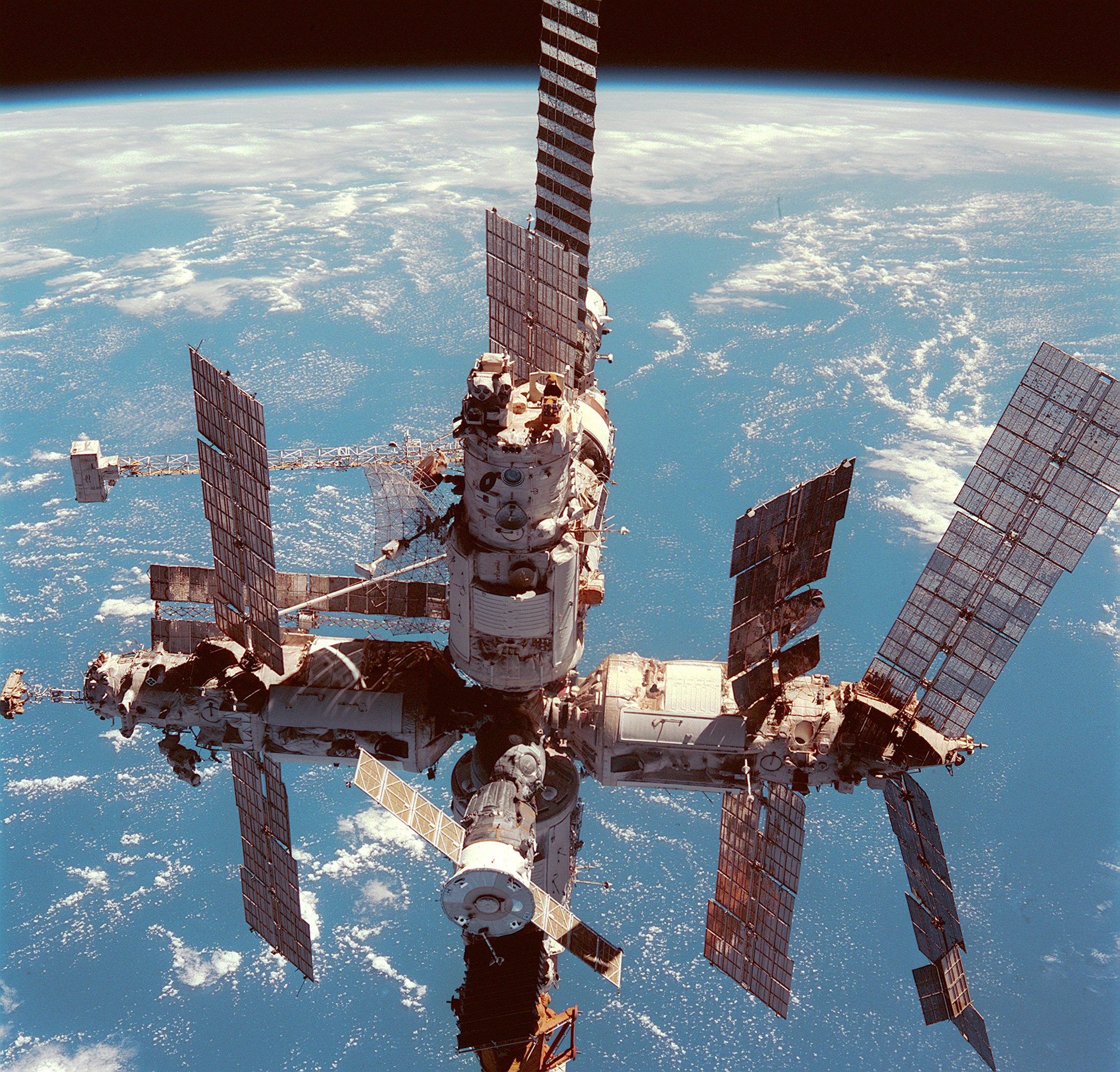
Орбітальна станція «Мир» за три роки до своєї деорбітації

Деорбітація (англ. deorbitation) — сходження з орбіти космічного апарата з наступним його входженням у атмосферу[джерело?]. Із Землі ця подія спостерігається як мерехтіння невеликого метеору (якщо процес відбувається вночі). Подібним способом був зліквідований космічний апарат Хаябуса. Знищення супутника шляхом сходження з орбіти Землі збільшує безпеку космічних запусків. Багато супутників після закінчення їхньої місії можуть продовжувати обертатися навколо Землі протягом десятиліть. Неактивні неконтрольовані об'єкти стають космічним сміттям. Вони становлять серйозну загрозу для нових космічних апаратів (в тому числі пілотованих польотів й орбітальних станцій). 
У реальності цієї небезпеки дослідники космосу змогли переконатися 10 лютого 2009 року, коли відбулося зіткнення супутників "Космос-2251" і "Iridium 33". Відтепер, уламки, які утворилися внаслідок зіткнення, стали загрозою для інших супутників. Задля уникнення подібних ситуацій надалі розробникам слід застосовувати системи деорбітаціі.  Через надмірне накопичення космічного сміття у січні 2010 року міжнародним міжвідомчим координаційним комітетом з космічного сміття (IADC, Inter-Agency space Debris coordination Committee) було прийнято рішення, що всі нові супутники мають деорбітовуватись протягом 25 років.

Траєкторія падіння уламків «Миру»

У разі перебування супутника на низьких орбітах вплив верхніх шарів атмосфери (аж до 900 км[джерело?]) може стати чинником, що прискорює деорбітацію. Так само, як розкриття парашута посилює аеродинамічний опір, збільшення площі супутника на низькій навколоземній орбіті викличе поступове, але помітне сповільнення. Наслідком цього буде зниження орбіти, подальше наростання опору та швидкий спуск аж до входу в щільні шари атмосфери.

## Див також
- Промисловість у космосі